# عرم الحود (السياني)

تعديل مصدري - تعديل

عرم الحود محلة تابعة لقرية جبل حود، التابعة لعزلة هدفان بمديرية السياني إحدى مديريات محافظة إب في الجمهورية اليمنية، بلغ تعداد سكانها 69 حسب تعداد اليمن لعام 2004.